# Мотяхин, Иван Ермолаевич
Иван Ермолаевич Мотяхин (в ряде источников Матяхин) (1899 — 1967) — советский партийный и хозяйственный деятель. Участник Гражданской и Великой Отечественной войн. В Партизанском движении Крыма. Председатель Советского райисполкома. Председатель колхоза имени Калинина.  Депутат Крымского областного совета.

## Биография

### Революция и Гражданская война
Родился 6 апреля 1899 года в селе Белоголовичи Трубчевского уезда Орловской губернии в крестьянской семье. Работал на заводе по переработке конопли в Трубчевске. Про наступлении революции Иван Ермолаевич вспоминал: «Повсюду проходили митинги, собрания, диспуты. Ораторы спорили до хрипоты. Выступали большевики, меньшевики, эсеры и т. д. Слушатели аплодировали всем. Мы, молодежь, тоже присутствовали на различных собраниях, пытаясь разобраться в происходящих событиях, найти правильный путь. Запомнилось мне выступление секретаря укома партии Милютина на одном из митингов. Отличался он от других ораторов тем, что говорил просто, понятно, не искал красивых фраз. Пожалуй, это выступление и предопределило мой жизненный путь. Я подал заявление о приеме в члены партии большевиков и вскоре стал коммунистом. Мы установили советскую власть в Трубчевске». Вступил в ВКП(б) 1 января 1918 года.
Участник Гражданской войны в России. Весной 1918 года принимал участие в боях в составе первого Трубчевского революционного красногвардейского отряда с немцами, оккупировавшими Украину, гайдамаками и белогвардейцам. Отряд занял железнодорожную станцию Навля и разоружил отряд анархистов, занимавшийся грабежами и мародерством. Многие анархисты, поняв свои заблуждения, добровольно вступили в красногвардейский отряд. С июня по октябрь 1918 года И. Е. Мотяхин — заместитель начальника красногвардейского отряда в Орле при губернской ЧК. В штатном составе РККА с ноября 1918 года. С октября 1918 года в должности командира взвода сражался на Южном фронте под Царицыном, а с 1920 года находится в составе 46-й дивизии, участвовавшей в Перекопско-Чонгарской операции. В 1921 году окончил кавалерийские курсы и был направлен в известную 51-ю Перекопскую стрелковую дивизию, которой командовал В. К. Блюхер.
После демобилизации с 1923 по 1928 год Мотяхин председатель правления товарищества сельскохозяйственного кредита в Старо-Крымском районе. С 1928 по 1941 годы он работал в районах Крыма уполномоченным по заготовкам сельхозпродуктов, с 1939 года в Ичкинском районе (ныне Советский район).

### Великая Отечественная война
В годы Великой Отечественной войны по партийной линии в Партизанском движении Крыма. Вместе с М. И. Чубом и В. А. Золотовой участвовал в создании Ичкинского партизанского отряда, заместитель командира отряда по снабжению. Призван Ичкинским военкоматом, аттестован как техник-интендант 1 ранга. До 30 октября 1941 года завозил на продовольственные базы в карасубазарские леса (урочище Нижний Кокасан) муку, крупу, одежду. Однако уже после первого боя 3 ноября 1941 года отряд потерял район баз. Это усложнило деятельность партизан, заставляя осуществлять т. н. продовольственные операции, ожесточая население. Мотяхин стал командиром боевой группы. Группа под его командованием провела несколько боёв, удачно маневрируя. 3 января 1942 года, когда партизаны вели боевые действия в общем в поддержку Керченско-Феодосийского десанта, они разгромили румынский гарнизон и заняли деревню Ени-Сала (ныне Красносёловка). Командир Ичкинского отряда М. И. Чуб считал этот бой самым удачным за все время своей партизанской деятельности. В успехе этой операции важную роль он отводил действиям группы Мотяхина.
В июне 1942 года Ивана Ермолаевича назначают командиром одного из Красноармейских партизанских отрядов,
Второй крупный бой произошел в июле 1942 года в районе Боксана (ныне Межгорье). К тому времени пал Севастополь. Оккупанты решив покончить с партизанами, начали очередной прочес. Партизаны готовились принять самолёт с Большой земли, ждали до рассвета, но самолёт не прилетел. Иван Ермолаевич вспоминал: «Собрались уже возвращаться на свою базу, как услышали оживленные разговоры по дороге к деревне. Вскоре разведка донесла, что прибыли немцы и румыны для прочеса леса. А впереди открытая местность (наш аэродром), за ним вновь лес; слева река, а за ней опять лес. Заметили нас солдаты противника и стали обстреливать. Завязался бой. Я решил спровоцировать противника и столкнуть его группы друг с другом. Вдоль опушки скрытно провел отряд, увлекая за собой противника. По знакомым местам мы прошли и вернулись на прежнее место. Отряд врага, следовавший за нами, принял за партизан свой же другой отряд. Завязался между ними настоящий бой. А мы ускользнув, наблюдали со стороны и посмеивались. Крепко поколотили фашисты друг друга, только вечером рассмотрели, что свои. Опомнились, да поздно: мы уже были в глухом лесу. За эту операцию я был [позднее] награжден орденом Красного Знамени».
В составе 6-го красноармейского отряда он сражался и пережил трудную зиму 1942—1943 годов. «с 07.01.1943 г. по 10.01.1943 г. совершенно ничего не ел, чувствую моей жизни остались считанные часы, если Кузнецов 10.01.1943 г. ничего не привезет, значит блин». Его дневник оканчивается январём 1943 года, на вопрос директора музея боевой славы Н. И. Олейникова в середине 1960-х годов о продолжении дневниковых записей после января, Иван Ермолаевич ответил: «Не писал потом, потому что не было сил писать…». В фондах музея Ичкинского отряда сохранились воспоминания других партизан о Мотяхине — Л. А. Вихмана, Н. Дементьева — о продоперации по захвату у румын 20 лошадей, которая спасла отряд от голодной смерти. Есть упоминания о выживании Мотяхина и в мемуарной литературе, например у Н. Д. Луговового. 20 июля 1943 года его больного дистрофией самолётом вывезли на Большую землю в госпиталь вблизи Сочи. Переаттестован как старший лейтенант интендантской службы, демобилизован на партийную работу.

### На партийной, советской и хозяйственной работе
В Крым вернулся после Крымской наступательной операции. С 1944 года по 1955 года он возглавлял Советский районный исполком. В руководстве района были и другие партизаны — Степаном Андреевичем Муковниным, Иваном Яковлевичем Бабичевым, которые возглавляли райком партии. В 1955—1958 годах Мотяхин, как тридцатитысячник, был избран председателем колхоза имени Калинина (село Заветное). Депутат Крымского областного совета. На пенсии был заведующим парткабинетом на общественных началах, работал в народном контроле, выступал перед молодежью.
Умер в 1967 году.

## Награды
Награждён:
- орден Красного Знамени (24.10.1942),
- медаль «Партизану Отечественной войны» 1-й степени (29.06.1943),
- медаль «За оборону Севастополя» (28.02.1944),
- орден Отечественной воины 2-й степени (1.02.1945),
- медаль «За победу над Германией в Великой Отечественной войне 1941—1945 гг.», (1945)
- орден Трудового Красного Знамени.

## Память
Именем Мотяхина был назван переулок в Советском, недалеко от железнодорожного вокзала.

### Дневник
В 1942 −1943 годах вёл дневник, ценный источник по истории партизанского движения, важный для понимания исторических и бытовых условий тех военных лет. Этот дневник появился уже после падения Севастополя и приобретает оттого уникальную ценность, объясняя и дополняя существующие сведения о партизанском движении первого периода и начала второго периода действий партизан в Крыму.